# Audenge
Audenge är en kommun i departementet Gironde i regionen Nouvelle-Aquitaine i sydvästra Frankrike. Kommunen ligger i kantonen Audenge som tillhör arrondissementet Arcachon. År 2022 hade Audenge 9 550 invånare.

## Befolkningsutveckling
Antalet invånare i kommunen Audenge
Referens:INSEE